# 阿爾伯托阿德里阿尼市

阿爾伯托阿德里阿尼市（西班牙語：Municipio Alberto Adriani），是委內瑞拉的一個市，位於該國西部梅里達州，首府是埃爾比希亞，始建於1955年，面積683平方公里，2013年人口145,637，人口密度每平方公里213.23人。